# Metaljka (Bośnia i Hercegowina)
Metaljka (cyr. Метаљка) – wieś w Bośni i Hercegowinie, w Republice Serbskiej, w gminie Čajniče. W 2013 roku liczyła 2 mieszkańców.